# Karina Aznavourian
Karina Borissovna Aznavourian (en russe : Карина Борисовна Азнавурян ; en arménien : Կարինա Բորիսի Ազնավուրյան ; née le 20 septembre 1974 à Bakou) est une escrimeuse russe pratiquant l'épée.
Elle a notamment remporté 2 médailles d’or et 1 médaille de bronze aux Jeux olympiques entre 1996 et 2004. 

## Palmarès
- Jeux olympiques
  -  Médaille d'or par équipe aux Jeux olympiques d'été de 2000
  -  Médaille d'or par équipe aux Jeux olympiques d'été de 2004
  -  Médaille de bronze par équipe aux Jeux olympiques d'été de 1996

- Championnats du monde
  -  Médaille d'or par équipe aux Championnats du monde 2003

- Championnats d'Europe
  -  Médaille d'or par équipe aux Championnats d'Europe 2004
  -  Médaille d'argent par équipe aux Championnats d'Europe 2002

## Distinctions
- Médaille de l'ordre du Mérite pour la Patrie, 2e classe[réf. nécessaire]